# Lijst van klassiekemuziekwedstrijden
Dit is een lijst van internationale wedstrijden in klassieke muziek.

## Klassiekemuziekwedstrijden

### A
- Anton Rubinstein Competition, Dresden
- ARD International Music Competition

### B
- Bucharest International Music Competition
- Internationale Bachwedstrijd, Leipzig
- BBC Cardiff Singer of the World Competition
- Nationaal Vioolconcours Oskar Back

### C
- Cantabile pianowedstrijd, Antwerpen, België
- Carl Nielsen International Violin Competition
- Casagrande Concours, Terni, Italië
- César Franck International Piano Competition, Kraainem, België

### D
- Davina van Wely Vioolfestival

### E
- Eurovision Young Musicians

### F
- Ferruccio Busoni International Competition
- Franz Liszt Pianoconcours, Utrecht
- Frederick Chopin Piano Concours
- Flicorno d'Oro, Riva del Garda

### G
- Gaudeamus Vertolkers Concours
- Gaudeamus Muziekweek
- Glasgow International Piano Competition
- Geelvinck International Fortepiano Concours (Geelvinck Muziek Museum)

### H
- Henryk Wieniawski Violin Competition, Poznań
- Herman Krebbers Viool- en Celloconcours, Kampen

### I
- International Arthur Grumiaux Competition for Young Violinists (Namur, Belgium)
- International Conducting Competition Rotterdam
- International Geelvinck Fortepiano Competition, Amsterdam[1]
- Internationaal Harpconcours Tel-Aviv
- Internationaal Kamermuziek Concours Almere
- Internationaal Improvisatieconcours voor Organisten, Haarlem
- International Nippon Harp Competition, Tokio
- Internationale Orgeldagen Rijnstreek, Arnhem, Nijmegen
- International pianoconcours Hamamatsu, Japan
- International Solo Piano Competition, Passadena, Californië
- International Violin Competition Henri Marteau, Lichtenberg en Hof, Duitsland
- Internationaal Vocalisten Concours 's-Hertogenbosch
- Internationaal Vocalisten Concours (Verviers)

### K
- Koningin Elisabethwedstrijd, Brussel

### L
- Leeds International Piano Competition

### M
- Montreal International Music Competition
- Maassluise Muziekweek

### N
- Nationaal Celloconcours

### P
- Paloma O'Shea International Piano Competition, Santander, Spanje
- Paganini Competition, Genua, Italië
- Prinses Christina Concours

### R
- Rachmaninov wedstrijd, Moskou
- Rubinstein in memoriam wedstrijd van Bydgoszcz, Polen

### S
- Sibelius Violin Competition
- Sorodha Compositiewedstrijd
- Sydney International Piano Competition

### T
- Torneo Internazionale di Musica, Rome
- Internationaal Tsjaikovski-concours, Moskou
- Triomf van de Kunst, Brussel

### V
- Van Cliburn International Piano Competition

### W
- Wereld Muziek Concours (WMC), Kerkrade, Nederland

### Y
- Yehudi Menuhin International Competition for Young Violinists